# Archivo Hispalense
El Archivo Hispalense fue una publicación periódica editada en la ciudad española de Sevilla entre 1886 y 1888, durante la Restauración. En 1943 comenzaría una segunda época de la revista.

## Historia
Subtitulado «Revista histórica, literaria y artística», su primer número aparecería el 15 de mayo de 1886. Se imprimía en la Imprenta de El Orden, en la calle Águilas, n.º 11, y luego en la de Enrique Rasco, en la calle de Bustos Tavera, n.º 1. Contaba con dos números al mes, publicados los días 15 y 30, en cuadernos de ocho pliegos en 4.º, papel de hilo y con impresión esmerada.  Dejó de publicarse el 31 de julio de 1888.
Fue considerada en 1896 por Manuel Chaves una de las mejores revistas publicadas en Sevilla. Su contenido incluía obras de autores antiguos, curiosidades históricas, monumentos, documentos raros y detalles y comentarios de la Sevilla del pasado. Publicó por ejemplo unas Poesías inéditas de Pedro de Quirós, una Descripción de Utrera, los Hijos señalados de Justino Matute y Gaviria y la Historia de Sevilla de Alonso de Morgado.
La Sociedad del Archivo Hispalense la formaban una serie de «socios fundadores» entre los que se encontraban Juan Pérez de Guzmán y Boza —duque de T'Serclaes—, Francisco Collantes de Terán, Manuel Gómez Imaz, José María de Hoyos y Hurtado, Manuel Pérez de Guzmán —marqués de Jerez de los Caballeros—, José Gestoso y Pérez, José Vázquez y Ruiz y Joaquín Hazañas y la Rúa; apareciendo también, ya como «socios honorarios», Zeferino González, Antonio Cánovas del Castillo y Marcelino Menéndez Pelayo.
En 1944 empezaría a publicarse una segunda época de la revista, que ha seguido apareciendo hasta la actualidad, editada por la Diputación Provincial de Sevilla.